# Добруджа
Вижте пояснителната страница за други значения на Добруджа.
До̀бруджа (на старобългарски: До̀бротица, на румънски: Dobrogea; произнася се: Доброджя) е историко-географска област, представляваща в голямата си част плато, заемаща площ над 23 000 км2 (9000 мили2). Като територия е по-голяма от държави като Словения, Косово и Черна гора. Добруджа е разположена в Югоизточна Румъния и Североизточна България, между долното течение на река Дунав и Черно море. Главните градове са Констанца и Тулча в Румъния, Добрич и Силистра в България.

## География
Северна Добруджа е с ниска брегова ивица, заблатена в северната си част от лимановите езера на Дунава, слабо хълмиста, със залесена вътрешност.
Българската част на Добруджа се дели на две части по виртуалната линия между с. Стожер и с. Росица – равнинно източно плато и хълмиста западна част на Добруджа. Териториално Добруджа се намира в няколко български области – Варненска (община Вълчи дол и част от Аксаково), цялата Добричка област и област Силистра, както и част от община Исперих от Разградска област. Средната надморска височина на равнинна Добруджа е около 230 м, а бреговата ивица е стръмна. Характерна и уникална част на добруджанското крайбрежие е редуването на влажни и степни зони, което го прави особено интересно за специализиран туризъм.
През българската част на Добруджа не протичат реки. Преобладават слабо излужените и карбонатните черноземи. Климатът тук не е екстремален, въпреки че зимата изглежда сурова заради непрестанно духащите ветрове.
Добруджа е предимно земеделски район. В българската част се отглеждат най-вече зърнени и технически култури, докато в Северна Добруджа има благоприятни условия за развитие и на лозарство и овощарство. В най-големите градове се развива най-вече леката промишленост. В Констанца и другите крайморски градове се развиват риболовът и пристанищните дейности. Добруджа е житницата на България.
Цялото крайбрежие има значителен туристически потенциал. От курортните места, несъмнената „перла“ на българското добруджанско черноморие е курортът Албена, следван от курорта Русалка. От чисто географска гледна точка курортът Златни пясъци също може да бъде причислен към добруджанското крайбрежие. Особено впечатляващ е град Балчик, който е единственият град по добруджанското крайбрежие, разположен непосредствено на морето. Другите градове – (Каварна и Шабла) – са изнесени към сушата. Забележителни са античният и средновековен град и крепостта на нос Калиакра, крепостта Овеч, най-старият дейстащ фар на Черно море при Шабла, археологическите и природни резервати Яйлата, в чиято крепост се счита, че е живял и починал античният поет Овидий, и Дуранкулашка лагуна, където са открити най-старите каменни градежи в Европа, а също и вторият по големина плаж на българското черноморие при с. Крапец.

## История и население
Коренното население, след X век, на разделената днес между две държави Добруджа са българите. Това е първата област на юг от Дунава на Първата българска държава. Както през средновековието, така и в ново време и известен брой гърци по крайбрежието. След краха на Османската империя по силата на Сан-Стефанския мирен договор от 19 февруари (нов стил: 3 март) 1878 г. и решенията на Берлинския конгрес от 1878 г., Северна Добруджа е предадена на Румъния като замяна за Бесарабия-анексирана от Руската империя. Мнозинството от турското население, придошло по време на османската власт в тази област, започва да се изселва, а на негово място навлизат румънски заселници. Днес в Добруджа освен българите и румънските колонисти живее известен брой различно тюркоезично население: гагаузи (православна, но служеща си с вид турски език общност), турци, цигани, немци, унгарци, гърци, арменци, кримски татари, а освен тях и руснаци-липовани. Има и сериозно присъствие на потомци на белоемигранти – казаци.

### Античност
Най-старото уседнало население, доказано от археологията, тук е от късния неолит. Древните обитатели на Добруджа са тези създали първото обработено злато в Европа, намерено във Варненския халколитен некропол. Те са съградили знаковото за европейската култура селище, открито на острова в Дуранкулашката лагуна. По-късно с тях се смесват северни конни народи и образуват етноса на траките, от когото Добруджа обитават предимно гетските племена. По времето на гръцката колонизация VI век пр. Хр. гърците установяват опорни пунктове по крайбрежието на Черно море и основават тук колонии, най-значими сред които на север от Одесос (Варна) са: Дионисиопол (Балчик), Калиакра и Томи (Констанца). През V век пр. Хр. в областта навлизат скити, а след тях сармати, кимерийци и келти, в 513 пр.н.е. оттук минават походите на персите срещу Скития. След овладяването на Добруджа от скитите тя става известна като Малка Скития (Μικρά Σκυθία, Scythia Minor). В античността тези земи са част от най-значимата тракийска държава – Одриското царство, а през I пр. Хр. са завладени от римляните (които ги включват в провинция Мизия, а след разделянето ѝ – Долна Мизия и Малка Скития) като част от Римската империя, по-късно в източния ѝ дял, наричан още Византия.

### Средновековие
Областта е на т.нар. „път на народите“ от причерноморските степи през провадийските проходи и Тракия към Константинопол, и често е опустошавана или заселвана от различни народи: готи, хуни, авари, славяни, прабългари, руси, угри, печенеги, узи, кумани, татари, турци, власи. Независимо от това част от античното население оцелява главно в големите градове на областта като Дорусторум и Егисус (Тулча) където местните тракийски главно гетски остатъци и части от романизираното население се смесват със славяните. Те от своя страна възприемат от местното население имената на някои градове като Дръстър (Дорусторум) и др. Дори в края на XI век областта за кратко е наричана „Нова Англия“ (New England) заради норманите, заселили се тук на земи, дадени им от византийския василевс, при когото са били на служба. От римско и византийско време до основаването на Българската патриаршия, град Дуросторум (на мястото на днешна Силистра) е седалище на архиепископия, грижеща се за християните не само в Добруджа, но въобще на север от Стара планина. По-късно добруджанският град е седалище и на българския патриарх до преместването му в София и Охрид след 971 г.
В най-северната част на областта, непосредствено до делтата на река Дунав преди 681 година се заселват водените от кан Аспарух прабългари. В тази област се провежда историческата битка между войските на Аспарух и Византия след която чрез мирен договор Византия отстъпва тази област на прабългарите и тук се поставят основите на Дунавска България.
С падането на Първото българско царство (681 – 1018 г.), Добруджа е завладяна от византийците. През този период областта е нападана от печенеги и кумани, част от които трайно се заселват там. През 1185 г. с възстановяването на българската държава тя става неразделна част от Второто българско царство. През средновековието Добруджа е известна с името „Карву̀нска земя“, по името на Карвуна – главният ѝ град и твърдина. Монголо-татарските нашествия и войни с българското царство през XIII век силно засягат областта. Има предположения и за заселване на турци в региона през този период.
С феодалното раздробяване на България през XIV век тук се обособява Карвунското деспотство на болярина Балик и неговия наследник Добротица, от чието име, подобно на Велбъждския деспот Константин Деян, на когото днес е кръстен Кюстендил, се ражда днешното название на Добруджа. След смъртта на наследника на Добротица Иванко към 1390 година Добруджа за кратко е под контрола на войводата на Влашко Мирча Стари, а след битката при Ровине през 1394 година е завладяна от Османската империя. През XVI – XVII век областта е опустошавана от татарите и колонизирана от мюсюлманско население, а и през следващите столетия в резултат на войните с Русия много християни се изселват към Бесарабия.
В края на XVIII век край нос Калиакра руска ескадра, командвана от адмирал Ушаков, разгромява османския флот.

### Ново време
Цяла Добруджа от Тулча до Добрич общоприето е възприемана като българска земя и винаги е била част от българската етническа територия. Добруджа е първата част от българското землище и люлка на съвременната българска държавност. Съобразно преобладаващото българско население Добруджа става част от територията (диоцеза) на Българската екзархия още с фермана за учредяването ѝ. През годините около и след Руско-турската освободителна война в Добруджа се преселват българи и от Бесарабия, които са преселници от Източна Тракия, Старозагорско, Сливенско, ямболските села и Карнобатско в края на 18 век, по време и след Руско-турската война от 1829 – 1830 г. и през Кримската война.
През 1854 г. по данни на Нойс в Добруджа живеят хора от шестнадесет раси. Между 1857 и 1869 г. в Добруджа са построени първите две железопътни линии в европейската част на Османската империя. Първата е между Черна вода и Кюстенджа, а втората – между Русе и Варна. През 1861 г. Пейтън пише, че в Добруджа живеят казаци, които предпочитат изгнанието пред руската асимилация. Те населяват цели села около Силистра и пазят „националния си костюм: шапката от черна вълна е същатата като на българите, но синята туника и пухкавата брада с пясъчен цвят ги идентифицират външно с добре познатия тип на московски казак“.
През 1878 г. със Санстефанския мирен договор, като компенсация за това, че русите присъединяват земи северно от Дунава (тесния териториален коридор на Южна Бесарабия покрай Дунав, включващ част от Буджака), на Румъния е дадена за морски излаз част от българската област без Мангалия, Кобадин и Расово, като земите южно от тази линия остават български. На конгресът в Берлин с последвалия го Берлински договор Румъния получава от Великите сили и земите между линията Мангалия—Кобадин—Расово и днешната граница, а България запазва останалото от Добруджа, придобило известност по-късно като Южна Добруджа.
За да запази неутралитет през Балканската война, България се принуждава да отстъпи на Румъния град Силистра (Дръстър), но независимо от това през Втората балканска война (1913 г.) този договор е нарушен от румънците и те анексират и окупират цяла Добруджа.
На 1 септември 1916 г. България обявява война на Румъния и българската войска получава заповед да настъпи в Добруджа. На 2 септември е освободен Тервел (Курт бунар). На 4 септември е освободен Добрич. В ранните часове на 6-и – Балчик и Каварна. На 7 септември е освободен Тутракан. На 8-и е освободена Силистра. На 14-и – Мангалия. На 22 октомври е освободена Кюстенджа. На 23 – Меджидия (Меджидие). На 25 – Черна вода. На 26 – Хърсово. На 18 декември е освободен Бабадаг. На 22 – Тулча. На 24 – Исакча и Никулица – Онгълът. На 3 януари 1917 е освободен Мачин. В Селина (Сулина) е установена българска власт и делтата на Дунав е освободена. До 5 януари всички чужди войски, румънски и руски, южно от Дунав са напълно прогонени или взети в плен с което приключва освобождаването на областта от румънска власт. Съгласно Берлинския протокол суверенитетът над северната част от областта, както и над цяла Добруджа, е върнат в патримониума на България.
С Ньойския договор Антантата дава цяла Добруджа на Румъния, като награда за участието ѝ на страната на Антантата в Първата световна война.
След 1913 г. се усилва съпротивата на българите срещу репресиите на румънската власт в областта. В съпротивителното движение се включва и Вътрешната добруджанска революционна организация – ВДРО, създадена по подобие на ВМРО, действаща в Македония. На паметника до общината в Балчик са изписани имената на загиналите в тази борба добруджански българи – и българоезични, и тюркоезични (гагаузи). През 1916 г. от 15 август румънските власти откарват в концентрационни лагери в Молдова около 40 000 будни мъже и жени от всички възрасти, подложени на жесток геноцид, от който оцеляват около една трета. Според официални данни, получени в дирекцията на полицията на Румъния, само в северната област са интернирани отначало 27544 души от които 12878 българи, а останалите турци и арнаути 6000 добруджански селяни с каруци с жито, конфискувани от румънските власти. После докарват от затворите в Яш и Дорохой и други 3800 души, между които 200 българи, а останалите са турци, евреи, немци, австрийци и маджари. Обявени са 2000 българи за избягали, но те всъщност са избити. През 1940 г. с подкрепата на Германия и СССР, между България и Румъния е сключена Крайовската спогодба, с която е възстановена границата, определена от Берлинския договор (1878 г). След него румънската власт за 48 часа гони от Северна Добруджа по-голямата част от българското население, което е изявило националното си самосъзнание, като конфискува и имотите му.

## Южна Добруджа
Вижте:
- Южна Добруджа
- Крайовска спогодба

## Северна Добруджа
По-значими селища – Мангалия, Кюстенджа (Констанца), Бабадаг, Тулча, Никулицел, Еникьой, Долно Чамурлии, Бейдауд, Топрахисар, Мачин, Истрия, Исакча, Голям Гаргалък, Малък Гаргалък, Сулина.

## Други
На областта е наречена улица в „Златна Добруджа“, квартал „Красна поляна 3“ в София (Карта).